# WWE SmackDown
WWE SmackDown, hay có tên gọi khác là WWE Friday Night SmackDown hoặc đơn giản là SmackDown là một chương trình đấu vật chuyên nghiệp được diễn ra hàng tuần vào tối thứ 6 theo giờ Hoa Kỳ của World Wrestling Entertainment (WWE). Đây được xem là một trong 2 chương trình hàng đầu của WWE, cùng với Monday Night RAW.
SmackDown! được phát sóng lần đầu tại Hoa Kỳ vào ngày 29 tháng 4 năm 1999 và trước đây từng được phát sóng vào các tối thứ 5. Chương trình được chuyển sang ngày thứ sáu vào ngày 9 tháng 9 năm 2005 sao khi hợp nhất UPN và WB, sẽ bắt đầu phát sóng trên The CW vào tháng 9 năm 2006. Sau đó, chương trình chuyển sang MyNetworkTV vào tháng 10 năm 2008. Vào ngày 1 tháng 10 năm 2010, SmackDown chuyển sang mạng cáp Syfy và cuối cùng hoạt động trở lại vào thứ Năm vào ngày 15 tháng 1 năm 2015. Rồi lại chuyển sang USA Network vào ngày 7 tháng 1 năm 2016, và vào ngày 19 tháng 7 cùng năm, SmackDown chuyển sang tối thứ Ba. Việc SmackDown chuyển sang FOX vào ngày 4 tháng 10 năm 2019 đã đánh dấu sự trở lại vào tối thứ Sáu. Vào ngày 13 tháng 9 năm 2024, chương trình đã trở lại USA Network.
SmackDown đã được phát sóng từ 163 khu vực, 148 thành phố, 7 quốc gia: Hoa Kỳ, Canada, Anh Quốc, Iraq vào năm 2003 và 2004 bởi sự kiện Tribute to the Troops, Nhật Bản vào 2005, Ý vào 2007 và Mexico vào 2011. Chương trình đã kỷ niệm 15 năm thành lập vào ngày 10 tháng 10 năm 2014 và tập thứ 1000 vào ngày 16 tháng 10 năm 2018.

## Lịch sử

Logo đầu tiên của SmackDown! được sử dụng lần đầu tiên vào ngày 29 tháng 4 năm 1999 và từ ngày 26 tháng 8 năm 1999 đến ngày 9 tháng 8 năm 2001

WWF SmackDown! được tạo ra để tranh giành với chương trình tối thứ Năm của World Championship Wrestling (WCW), Thunder. SmackDown! xuất hiện lần đầu vào ngày 29 tháng 4 năm 1999 sử dụng bộ giàn dựng của RAW như là một chương trình truyền hình đặc biệt duy nhất trên UPN. Vào ngày 26 tháng 8 năm 1999, SmackDown! chính thức ra mắt lần đầu trên UPN. Giống như Thunder, SmackDown! được ghi hình trước vào thứ Ba và sau đó phát sóng vào tối thứ Năm. Chương trình WWF quá phổ biến đến mức khiến cho WCW phải chuyển Thunder sang tối thứ Tư để nó không cạnh tranh trực tiếp. Trong suốt thời gian đầu, The Rock thường hay gọi SmackDown! là "chương trình của anh ấy", bắt nguồn từ câu cửa miệng của anh là "Lay the smack down". Vào tháng 3 năm 2002, WWF đã thực hiện sự "mở rộng thương hiệu", theo đó RAW và SmackDown! sẽ có danh sách những đô vật riêng biệt cho mỗi chương trình và sự kiện tương ứng, và được định hình trong WWE như sự cạnh tranh "thương hiệu" (theo cách gợi nhớ đến các hội nghị thể thao).
Trong khoảng thời gian từ 2004 đến 2005, SmackDown! có lượng người xem trung bình là 5,1 triệu người xem, đây là loạt series xếp hạng cao thứ hai trên UPN chỉ sau America's Next Top Model. Với việc hủy bỏ Star Trek: Enterprise, SmackDown! đã chuyển sang khung giờ vào đêm thứ Sáu cho thời gian từ 2005 đến 2006, bắt đầu từ ngày 9 tháng 9 năm 2005. WWE sau đó thông báo rằng chương trình sẽ được đổi tên thành Friday Night SmackDown! để nhấn mạnh lịch trình mới.

### Di chuyển đến The CW, MyNetworkTV
Vào tháng 1 năm 2006, CBS Corporation và Warner Bros. Entertainment thông báo rằng UPN và The WB sẽ gộp lại làm một để tạo một network mới có tên là The CW vào mùa thu cùng năm. Là một phần của thông báo đó, The CW đã nói rằng họ sẽ trình chiếu SmackDown! trong 2 mùa tiếp theo như 1 phần của lịch trình và làm thu hút tốt nhất như 2 mùa trước đó. Vào ngày 22 tháng 9 năm 2006, Friday Night SmackDown! đã phát sóng lần đầu tiên trên The CW.
Sau đó, The CW đã từ chối gia hạn với SmackDown! khiến cho chương trình được chọn từ MyNetworkTV, một mạng lưới mới thứ hai đã được hình thành bởi Entertainment Group Fox đảm nhận cựu chi nhánh UPN và WB, những người không được lựa chọn để tham gia The CW. Giữ nguyên khung giờ tối thứ Sáu trước đó, buổi phát sóng đầu tiên của SmackDown! trên MyNetworkTV là chương trình có tỷ suất người xem cao nhất trong lịch sử của mạng lưới non trẻ, với 3,2 triệu người xem. Vào ngày 20 tháng 3 năm 2009, SmackDown đã kỷ niệm tập thứ 500 của chương trình.

### Di chuyển đến NBC Universal, Syfy, USA Network
Vào ngày 1 tháng 10 năm 2010, như một phần của thỏa thuận phát sóng mới với NBC Universal, SmackDown chuyển sang Syfy, giữ lại khung giờ tối thứ Sáu. Trước buổi ra mắt SmackDown này, Michael Cole đã tổ chức một chương trình "trước trò chơi". Động thái này khiến Syfy phải trả gần 30 triệu đô la cho chương trình so với 20 triệu đô la mà mạng cũ MyNetworkTV trả.
Trong tập Raw ngày 29 tháng 8 năm 2011, WWE đã giải thể phần mở rộng thương hiệu, do đó cho phép những đô vật xuất hiện trên Raw và SmackDown bất kỳ lúc nào mà không bị hạn chế. Ngày 14 tháng 10 năm 2011, tập đã đưa SmackDown lên thành chương trình truyền hình dài tập hàng tuần dài thứ 2 trong lịch sử truyền hình Hoa Kỳ (đứng sau RAW, vượt qua mốc đó vào ngày 1 tháng 8 năm 2005). Vào ngày 18 tháng 1 năm 2013, SmackDown đã kỷ niệm tập thứ 700 của mình.
Vào ngày 10 tháng 10 năm 2014, SmackDown đã kỷ niệm 15 năm của mình. Để thực hiện kỷ niệm 15 năm, Stephanie McMahon ra sân đầu tiên, sau đó lần lượt là Laurinaitis và Long, hai người sau đó liên tục tấn công nhau cho sự kiện chính của đêm cho đến khi McMahon quyết định tạo trận đấu đội 15 người. Long đề nghị, với điều kiện Laurinaitis và Long phải là đội trưởng của mỗi đội như tại WrestleMania XXVIII. Sau đó đội của Long đã thắng trận. Vào ngày 16 tháng 12 năm 2014, SmackDown đã phát sóng trực tiếp tập thứ 800 đặc biệt trên kênh liên quan của Syfy, USA Network, SuperSmackDown Live!, có sự kiện chính giữa Dolph Ziggler và Seth Rollins.
Vào tháng 1 năm 2015, SmackDown quay trở lại vào khung giờ tối thứ Năm. Sự trở lại vào tối thứ Năm được kỳ vọng sẽ giúp thu hút khán giả trẻ tuổi đến với Syfy, cũng như thu hút nhiều tiền quảng cáo hơn từ các nhà tiếp thị, những người có xu hướng chi tiêu nhiều hơn để quảng cáo sản phẩm của họ, đặc biệt là các bộ phim phát hành, vào buổi tối khi người tiêu dùng bắt đầu vào cuối tuần. SmackDown cuối cùng phát sóng vào tối thứ Sáu đã có 2,43 triệu người xem. Vào ngày 7 tháng 1 năm 2016, SmackDown chuyển đến USA Network, trình chiếu vào tối thứ Năm. Với động thái này, cả ba chương trình WWE hàng đầu — Raw, SmackDown và Tough Enough — sẽ lần đầu tiên được phát sóng trên cùng một mạng.
Vào ngày 25 tháng 5 năm 2016, là một phần của quá trình tái triển khai mở rộng thương hiệu và phân tách giữa Raw và SmackDown, đã có thông báo rằng SmackDown sẽ chuyển sang các tối thứ Ba và được phát sóng trực tiếp. Vào ngày 11 tháng 7 năm 2016 trong tập Raw, Vince McMahon chỉ định Shane McMahon là chủ tịch của SmackDown. Sau đó, vào tuần sau trên Raw, Daniel Bryan được tiết lộ là quản lý mới của SmackDown. Vào ngày 22 tháng 7 năm 2016, quản lý Daniel Bryan đã tiết lộ logo SmackDown mới trên trang Twitter chính thức của mình, đổi tên chương trình thành SmackDown Live. Vào ngày 10 tháng 4 năm 2018, chủ tịch Shane McMahon của SmackDown thông báo rằng Daniel Bryan đã trở lại với tư cách là một đô vật WWE toàn thời gian và bổ nhiệm Paige làm quản lý mới.

### Trở lại truyền hình phát sóng và Fox
Vào ngày 26 tháng 6 năm 2018, Fox đã công bố một thỏa thuận 5 năm để phát sóng SmackDown, trong một thỏa thuận trị giá 205 triệu đô la mỗi năm. SmackDown sẽ ra mắt vào ngày 4 tháng 10 năm 2019, với tập đầu tiên là tập đặc biệt của Kỷ niệm 20 năm. Tập phim cũng đánh dấu sự trở lại của SmackDown vào tối thứ Sáu và sự trở lại của chương trình WWE cho Fox lần đầu tiên kể từ khi mạng phát sóng tập ngày 14 tháng 11 năm 1992 của Friday Night Main Event. Thỏa thuận được đưa ra khi thỏa thuận phát sóng trước đây của WWE với USA Network để phát sóng cả SmackDown và WWE Raw đã hết hạn và vì Fox ngày càng nhấn mạnh vào chương trình thể thao trực tiếp và giải trí không có kịch bản sau khi sắp bán nhà xưởng cho đến Disney. Fox đã hy vọng có được Raw cho mạng Fox và SmackDown cho FS1.
Fox đã bắt đầu một chiến dịch quảng cáo của Wieden + Kennedy cho động thái, "Chúng ta là tất cả các siêu sao", trùng với đầu mùa giải bóng đá, tiết lộ một biểu tượng mới và phục hồi tiêu đề Friday Night SmackDown.
Tập ngày 25 tháng 10 năm 2019 đã được chuyển sang FS1 do Fox phát sóng Game 3 của World Series 2019. Phiên bản dài một giờ của tập được phát sóng trên Fox vào chiều Chủ nhật tuần sau.
Do đại dịch COVID-19 đang diễn ra, WWE đã tạm dừng các chương trình phát sóng tại chỗ và phát sóng từ Trung tâm Biểu diễn WWE ở Orlando, Florida mà không có khán giả, với SmackDown làm như vậy lần đầu tiên vào ngày 13 tháng 3 năm 2020. Tập tiếp theo cũng có Triple H với tư cách là bình luận viên khách mời và bình luận về trận đấu trong Elimination Chamber cho SmackDown Tag Team Championship từ trận đấu trả tiền cho mỗi lần xem vào Chủ nhật trước đó.
Vào ngày 17 tháng 8, WWE thông báo rằng SmackDown, Raw và pay-per-view sẽ chuyển ra khỏi Trung tâm biểu diễn để đến "WWE ThunderDome" tại Trung tâm Amway của Orlando, bắt đầu với SmackDown vào ngày 21 tháng 8. Chương trình tiếp tục được phát sóng sau khi đóng cửa, nhưng với khán giả "ảo" từ xa.
SmackDown đã chuyển sang FS1 hai lần trong mùa giải 2020-21, lần đầu tiên là do Game 3 của World Series 2020 và lần thứ hai là do Trò chơi vô địch Pac-12 2020.

## Bài hát mở đầu chương trình
| Bài hát                   | Sáng tác và/hoặc biểu diễn bởi | Ngày sử dụng                                                             |
| ------------------------- | ------------------------------ | ------------------------------------------------------------------------ |
| "Everybody on the Ground" | Jim Johnston                   | 29/4/1999 – 9/8/2001                                                     |
| "The Beautiful People"    | Marilyn Manson                 | 16/8/2001 – 15/5/2003                                                    |
| "I Want It All"           | Jim Johnston                   | 22/5/2003 – 16/9/2004                                                    |
| "Rise Up (Instrumental)"  | Jim Johnston                   | 23/9/2004 (chỉ sử dụng trong show SmackDown's 5th Anniversary)           |
| "Rise Up"                 | Drowning Pool                  | 30/9/2004 – 17/3/2006                                                    |
| "Rise Up 2006"            | Ryan McCombs                   | 24/3/2006 – 26/9/2008                                                    |
| "If You Rock Like Me"     | Jim Johnston                   | 3/10/2008 – 25/9/2009                                                    |
| "Let It Roll"             | Divide the Day                 | 2/10/2009 – 24/9/2010                                                    |
| "Hangman"                 | Rev Theory                     | 2009–2013                                                                |
| "Know Your Enemy"         | Green Day                      | 1/10/2010 – 19/10/2012                                                   |
| "Born 2 Run"              | 7Lions                         | 26/10/2012 – 4/4/2014                                                    |
| "This Life"               | CFO$                           | 11/4/2014 – 9/1/2015; phiên bản bài hát này có sự góp mặt của Dylan Owen |
| "Centuries"               | Fall Out Boy                   | 10/10/2014 (chỉ sử dụng trong show SmackDown's 15th Anniversary)         |
| "Black and Blue"          | CFO$                           | 15/1/2015 – 19/7/2016                                                    |
| "Take a Chance"           | CFO$                           | 26/7/2016 – 24/9/2019                                                    |
| "Victorious"              | Panic! at the Disco            | 16/10/2018 (chỉ sử dụng trong show SmackDown's 1000th)                   |
| "Are You Ready" 1         | AC/DC                          | 4/10/2019 – 14/10/2022                                                   |
| "Prime Time Open"         | Jim Johnston                   | 7/5/2021 (sử dụng trong show đặc biệt Throwback SmackDown!)              |
| "Nobody Better Than Me"   | def rebel ft. Supreme Madness  | 21/10/2022 – 6/9/2024                                                    |
| "Red"                     | Hardy ft. Morgan Wallen        | 8/12/2023 (chỉ sử dụng trong show Tribute to the Troops 2023)            |
| "Neva Play"               | Megan Thee Stallion ft. RM     | 13/9/2024 – nay                                                          |

## Chương trình đặc biệt
| Chương trình                                     | Ngày                 |
| ------------------------------------------------ | -------------------- |
| SmackDown!                                       | 29 tháng 4 năm 1999  |
| 9/11 Tribute                                     | 13 tháng 9 năm 2001  |
| Christmas from Baghdad                           | 25 tháng 15, 2003    |
| Christmas in Iraq                                | 23 tháng 12 năm 2004 |
| SmackDown! Night of Champions                    | 30 tháng 12 năm 2004 |
| Eddie Guerrero Tribute Show                      | 18 tháng 11 năm 2005 |
| Best of SmackDown! 2005                          | 23 tháng 12 năm 2005 |
| Best of SmackDown! 2006                          | 29 tháng 12 năm 2006 |
| SmackDown! 400th episode                         | 20 tháng 4 năm 2007  |
| WWE Best of 2007                                 | 28 tháng 12 năm 2007 |
| SmackDown All-Star Kick-Off                      | 3 tháng 10 năm 2008  |
| SmackDown 500th episode                          | 20 tháng 3 năm 2009  |
| A Decade Of SmackDown                            | 2 tháng 10 năm 2009  |
| Monday Night SmackDown                           | 19 tháng 4 năm 2010  |
| SmackDown Live Syfy Premiere                     | 1 tháng 10 năm 2010  |
| Christmas on USA                                 | 21 tháng 12 năm 2010 |
| SmackDown 600th episode                          | 18 tháng 2 năm 2011  |
| SmackDown Milestone                              | 14 tháng 10 năm 2011 |
| SuperSmackDown LIVE! Christmas Special           | 29 tháng 11 năm 2011 |
| Sin City SmackDown                               | 20 tháng 1 năm 2012  |
| SuperSmackDown LIVE: Blast from the Past         | 10 tháng 4 năm 2012  |
| SuperSmackDown LIVE: The Great American Bash     | 3 tháng 7 năm 2012   |
| Friday Night ZackDown                            | 13 tháng 7 năm 2012  |
| SuperSmackDown LIVE: Commercial-Free             | 18 tháng 12 năm 2012 |
| SmackDown 700th Episode LIVE!                    | 18 tháng 1 năm 2013  |
| SmackDown 15th Anniversary                       | 10 tháng 10 năm 2014 |
| Super SmackDown Live: SmackDown's 800th Episode  | 16 tháng 12 năm 2014 |
| Final Friday Night SmackDown 2015                | 9 tháng 1 năm 2015   |
| Thursday Night SmackDown 2015                    | 15 tháng 1 năm 2015  |
| Final SmackDown on Syfy                          | 31 tháng 12 năm 2015 |
| SmackDown USA Network                            | 7 tháng 1 năm 2016   |
| Final Thursday Night SmackDown 2016              | 14 tháng 7 năm 2016  |
| 2016 WWE Draft and SmackDown Live                | 19 tháng 7 năm 2016  |
| SmackDown Live's 900th Episode                   | 15 tháng 11 năm 2016 |
| Sin City SmackDown Live                          | 12 tháng 9 năm 2017  |
| SmackDown 1000                                   | 16 tháng 10 năm 2018 |
| Return to Madison Square Garden                  | 10 tháng 9 năm 2019  |
| Final SmackDown on USA Network                   | 24 tháng 9 năm 2019  |
| SmackDown's 20th Anniversary and Live on FOX     | 4 tháng 10 năm 2019  |
| Undertaker tribute episode                       | 26 tháng 10 năm 2020 |
| Throwback SmackDown                              | 7 tháng 5 năm 2021   |
| SmackDown Live With Fans                         | 16 tháng 7 năm 2021  |
| SmackDown at Rolling Loud 2021                   | 23 tháng 7 năm 2021  |
| Super SmackDown: Return to Madison Square Garden | 10 tháng 9 năm 2021  |
| Supersized SmackDown                             | 15 tháng 10 năm 2021 |
| Friday Night SmackDown Thanksgiving              | 26 tháng 11 năm 2021 |
| Christmas Eve SmackDown                          | 24 tháng 12 năm 2021 |
| Best of 2021                                     | 31 tháng 12 năm 2021 |
| Brock Lesnar's 20th Anniversary                  | 18 tháng 3 năm 2022  |
| WrestleMania SmackDown                           | 1 tháng 4 năm 2022   |
| SmackDown 1200                                   | 19 tháng 8 năm 2022  |
| SmackDown 2022–2023 Season Premiere              | 7 tháng 10 năm 2022  |
| SmackDown Merry Christmas                        | 23 tháng 12 năm 2022 |
| New Year's SmackDown                             | 30 tháng 12 năm 2022 |
| WrestleMania SmackDown                           | 31 tháng 3 năm 2023  |
| 2023 WWE Draft                                   | 28 tháng 4 năm 2023  |

## Bình luận viên
| Bình luận viên                                             | Ngày |
| ---------------------------------------------------------- | --- |
| Michael Cole và Jim Cornette                               | 29/4/1999 |
| Jim Ross và Jerry Lawler                                   | 26/8/1999 10/1/2002                                                                                              |
| Byron Saxton, Mauro Ranallo và Jerry Lawler                | 7/1/2016 - 11/2/2016 25/2/2016 - 16/6/2016 7/7/2016 - 12/7/2016                                                  |
| Byron Saxton, Mauro Ranallo và David Otunga                | 23/6/2016 - 30/6/2016                                                                                            |
| Byron Saxton, Michael Cole, Mauro Ranallo và Jerry Lawler  | 19/7/2016 |
| John Layfield, Mauro Ranallo và David Otunga               | 26/7/2016 - 1/11/2016                                                                                            |
| Tom Phillips, John Layfield, Mauro Ranallo và David Otunga | 8/11/2016 - 7/3/2017                                                                                             |
| John Layfield và Tom Phillips                              | 14/3/2017 |
| John Layfield, Tom Phillips và David Otunga                | 21/3/2017 - 4/4/2017                                                                                             |
| John Layfield, Tom Phillips và Byron Saxton                | 11/4/2017 - 29/8/2017                                                                                            |
| Corey Graves, Tom Phillips và Byron Saxton                 | 5/9/2017 - 10/10/2017 31/10/2017 - 11/12/2018 25/12/2018 - 16/7/2019 30/7/2019 - 13/8/2019 27/8/2019 - 24/9/2019 |
| Corey Graves, Michael Cole và Byron Saxton                 | 17/10/2017 - 24/10/2017                                                                                          |
| Corey Graves, Tom Phillips và David Otunga                 | 18/12/2018 |
| Big E, Xavier Woods, Tom Phillips và David Otunga          | 23/7/2019 |
| Michael Cole, Tom Phillips và David Otunga                 | 23/7/2019 |
| David Otunga, Tom Phillips và Byron Saxton                 | 20/8/2019 |
| Corey Graves và Michael Cole                               | 4/10/2019 - 6/3/2020 10/4/2020 - 9/4/2021 3/9/2021 11/2/2022 - 18/2/2022 8/7/2022 9/9/2022 - 30/9/2022           |
| Aiden English, Tom Phillips và Renee Young                 | 1/11/2019 |
| Pat McAfee, Tom Phillips và Renee Young                    | 1/11/2019 |
| Michael Cole và Triple H                                   | 13/3/2020 |
| Michael Cole và Alexa Bliss                                | 20/3/2020 - 3/4/2021                                                                                             |
| Pat McAfee và Michael Cole                                 | 16/4/2021 - 20/8/2021 10/9/2021 - 4/2/2022 25/2/2022 - 1/7/2022 15/7/2022 - 2/9/2022                             |
| Corey Graves, Michael Cole và Kevin Owens                  | 27/8/2021 |
| Michael Cole và Wade Barrett                               | 6/10/2022 - nay                                                                                                  |

## Người giới thiệu đô vật
| Người giới thiệu | Ngày                                 |
| ---------------- | ------------------------------------ |
| Tony Chimel      | Tháng 4/1999 - 15/11/2016            |
| Lilian Garcia    | 14/10/1999 - 5/11/2015               |
| Howard Finkel    | 28/12/2000 - 20/6/2002               |
| Justin Roberts   | 19/9/2002 - Tháng 10/2009            |
| Josh Mathews     | 2/1/2003                             |
| Eden Stiles      | 15/7/2011 - 26/5/2016                |
| JoJo             | 9/4/2015 - 19/7/2016                 |
| Greg Hamilton    | 30/6/2016 - 22/10/2021               |
| Kayla Braxton    | 1/11/2019                            |
| Mike Rome        | 6/11/2020 - 7/1/2022 12/5/2023 - nay |
| Samantha Irvin   | 14/1/2022 - 5/5/2023                 |

## Phát sóng trên kênh nước ngoài
| Quốc gia                       | Kênh truyền hình                        |
| ------------------------------ | --------------------------------------- |
| Mỹ                             | USA Network                             |
| Ai Cập                         | Showtime                                |
| Ấn Độ                          | Sony Ten                                |
| Argentina                      | Canal 9 WWE                             |
| Úc                             | FOX8                                    |
| Bangladesh                     | Sony Ten                                |
| Bỉ                             | AB3                                     |
| Bolivia                        | RTP Bolivia                             |
| Bulgaria                       | GTV                                     |
| Campuchia                      | CTN                                     |
| Canada                         | The Score Network và CJNT (E! Montreal) |
| Chile                          | Chilevisión                             |
| Costa Rica                     | Canal 11 Repretel                       |
| Cộng hòa Dominica              | Antena Latina Channel 7                 |
| Ecuador                        | Teleamazonas                            |
| El Salvador                    | VTV                                     |
| Fiji                           | Sky Pacific và Sky Fiji                 |
| Pakistan                       | Sony Ten                                |
| Phần Lan                       | MTV3 Max                                |
| Pháp                           | NT1                                     |
| Đức, Áo, Luxembourg và Thụy Sĩ | DSF                                     |
| Guatemala                      | Canal 3 El Super Canal                  |
| Honduras                       | TVC Canal 5                             |
| Indonesia                      | Mola TV                                 |
| Israel                         | Sport 5+                                |
| Jamaica                        | Flow 1                                  |
| Ý                              | SKY Italia                              |
| Nhật Bản                       | J Sports                                |
| Kenya                          | KBC                                     |
| Kuwait                         | Showtime                                |
| Malaysia                       | Astro Supersport 4                      |
| Malta                          | Melita Sports                           |
| México                         | Fox Sports                              |
| Khu vực Trung Đông             | Showtime Arabia và ShowSports 4         |
| Nepal                          | Sony Ten                                |
| New Zealand                    | The BOX                                 |
| Nicaragua                      | Canal 10 Nicaragua                      |
| Panama                         | Canal 4 RP                              |
| Paraguay                       | Canal 5 Paravision                      |
| Peru                           | ATV                                     |
| Philippines                    | One Sports via Cignal TV                |
| Ba Lan                         | Extreme Sports Channel                  |
| Bồ Đào Nha                     | TVI, RTP                                |
| Puerto Rico                    | WAPA và MyNetworkTV                     |
| România                        | Sport.ro                                |
| Samoa                          | SBC                                     |
| Serbia                         | FOX Televizija                          |
| Singapore                      | Starhub's HubSports 2                   |
| Sri Lanka                      | Sony Ten                                |
| Nam Phi                        | e.tv                                    |
| Hàn Quốc                       | Xports                                  |
| Đông Nam Á                     | Ten Sports                              |
| Tây Ban Nha                    | Cuatro                                  |
| Thụy Điển                      | TV4 Sport                               |
| Đài Loan                       | Videoland MAX TV                        |
| Thái Lan                       | TrueSports 2                            |
| Thổ Nhĩ Kỳ                     | Fox Turkey                              |
| Ukraina                        | QTV                                     |
| Anh và Ireland                 | Sky Sports 3                            |
| Việt Nam                       | SCTV15-SSport2                          |

## Các nhà vô địch
| Chức vô địch                        | Nhà vô địch hiện tại    | Lần | Ngày thắng | Địa điểm              | Ghi chú                                                                                             |
| ----------------------------------- | ----------------------- | --- | ---------- | --------------------- | --------------------------------------------------------------------------------------------------- |
| Universal Championship              | Roman Reigns            | 2   | 30/8/2020  | Orlando, Florida      | Đánh bại "The Fiend" Bray Wyatt và Braun Strowman tại Payback (2020)                                |
| WWE Championship                    | Roman Reigns            | 4   | 3/4/2022   | Arlington, Texas      | Đánh bại Brock Lesnar tại WrestleMania 38 Đêm 2                                                     |
| WWE United States Championship      | Austin Theory           | 2   | 26/11/2022 | Boston, Massachusetts | Đánh bại Seth "Freakin" Rollins và Bobby Lashley trong trận đấu tay ba tại Survivor Series WarGames |
| WWE Women's Championship            | Asuka                   | 3   | 27/5/2023  | Jeddah, Ả Rập Xê Út   | Đánh bại Bianca Belair tại Night of Champions (2023)                                                |
| WWE SmackDown Tag Team Championship | Kevin Owens & Sami Zayn | 1   | 1/4/2023   | Inglewood, California | Đánh bại The Usos (Jimmy Uso và Jey Uso) tại WrestleMania 39 Đêm 1.                                 |